# فيرخينيا بيراساتيغي
فيرخينيا بيراساتيغي لونا (بالإسبانية: Virginia Berasategui Luna، ولدت في 15 يوليو 1975، بيسكاي، إسبانيا) رياضية ترياثلون إسبانية.
فازت ببطولة العالم للترايثلون للمسافات الطويلة عام 2003، وببطولة أوروبا للترايثلون للمسافات الطويلة عام 2009 و 2010.

## إنجازاتها

### بطولة العالم للترايثلون للمسافات الطويلة
- 1997 نيس  فرنسا:  ميدالية برونزية في سباق الترايثلون للمسافات الطويلة.
- 2002 نيس  فرنسا:  ميدالية برونزية في سباق الترايثلون للمسافات الطويلة.
- 2003 إيبيزا  إسبانيا:  ميدالية ذهبية في سباق الترايثلون للمسافات الطويلة.
- 2010 إمينستات  ألمانيا:  ميدالية برونزية في سباق الترايثلون للمسافات الطويلة.

### بطولة العالم للرجل الحديدي (Ironman Triathlon)
- 2009 هاواي  الولايات المتحدة:  ميدالية برونزية في بطولة العالم للرجل الحديدي.

### بطولة أوروبا للترايثلون
- 1997 فوكاتي  فنلندا:  ميدالية فضية في سباق الترايثلون.

### بطولة أوروبا للدواثلون
- 1997 غيرنيكا  إسبانيا:  ميدالية برونزية في سباق الدواثلون.

### بطولة أوروبا للترايثلون للمسافات الطويلة
- 2009 براغ  جمهورية التشيك:  ميدالية ذهبية في سباق الترايثلون للمسافات الطويلة.
- 2010 فيتوريا-غاستايز  إسبانيا:  ميدالية ذهبية في سباق الترايثلون للمسافات الطويلة.

## روابط خارجية
- فيرخينيا بيراساتيغي على موقع اتحاد الترياتلون الدولي (الإنجليزية)
- فيرخينيا بيراساتيغي على موقع IAT Triathlon Database (الإنجليزية)